# Lesklice skvrnitá
Lesklice skvrnitá (Somatochlora flavomaculata) je druh vážky z podřádu šídel. Vyskytuje se ve velké části Evropy, kde je na většině území ohrožená. V celém Česku je to vzácný druh. Je zapsaná v červeném seznamu ohrožených druhů bezobratlých ČR jako druh ohrožený.

## Popis
Zadeček lesklice skvrnité má délku 34–40 mm. Hruď má zelenou s kovovým leskem. Oči jsou lesklé, na temeni se dotýkají v přímce. Na čele mezi očima má dvě nespojené žluté skvrny. U základny zadních křídel může mít malé nažloutlé skvrny, mimoto jsou křídla čirá. Nohy má černé. Zadeček je velmi tmavě zelený s bronzovým leskem se žlutými skvrnami na boku pátého až osmého článku.
Nymfa (larva) je dlouhá až 21 mm. Na těle je ochlupená. Na hřbetě zadečku má trny a na boku devátého článku má i boční trny.

## Způsob života
Vajíčka i nymfy mohou přečkat několik týdnu sucha. Nymfa se vyvíjí až čtyři roky. Dospělci létají od května do srpna. Vyskytují se v nížinách na zarostlých bažinatých či rašelinných vodách. Samičky snáší vajíčka za kolébavého letu na bahnitou mělčinu.